# Iepurașul de Paști

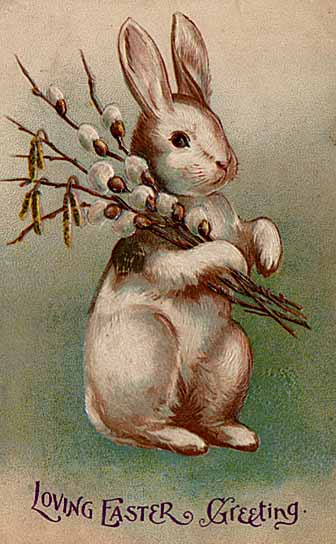
O carte poștală din 1907, reprezentându-l pe Iepurașul de Paști

Iepurașul de Paști este un personaj fictiv din tradiția unor țări occidentale și un simbol comercial al Paștelui, reprezentat ca un iepure care aduce ouă de Paști. Ca origine, este de proveniență germană luterană, rolul său inițial fiind acela de a judeca la începutul Paștilor dacă copiii au avut un comportament bun sau au fost neascultători.
Iepurele este un simbol al fertilității „preluat din ritualurile antice și din simbolismul festivalurilor păgâne ale primăverii care se țineau în Europa și în Orientul Mijlociu“ (Encyclopædia Britannica). Iepurele este pus în legătură cu „simbolismul apelor fecundatoare și regeneratoare, al vegetației, al reînnoirii neîncetate a vieții“.